# Список круглоротых и рыб, занесённых в Красную книгу Рязанской области
Постановлением министерства природопользования и экологии Рязанской области от 2 февраля 2010 года №1 утвержден перечень объектов животного и растительного мира, занесенных в Красную книгу Рязанской области. Постановлением Министерства природопользования Рязанской области от 28.12.2020 № 46
"Об утверждении перечней (списков) объектов животного и растительного мира, занесенных в Красную книгу Рязанской области и исключенных из Красной книги Рязанской области" Озерный гольян (лат. Phoxinus percnurus, Pallas, 1814), Елец Данилевского (лат. Leuciscus danilewskii, Kessler, 1877), Берш (лат. Stizostedion volgensis, Gmelin) исключены из Красной книги Рязанской области".

## Костные рыбы(лат.Osteichthyes)
- Белуга (лат. Huso huso, Linnaeus, 1758)0
- Русский осетр(лат. Acipenser guldenstadti, Brandt, 1833)4
- Стерлядь (лат. Acipenser rutenus, Linnaeus, 1758)5
- Вырезуб (лат. Rutilus frisii, Nordmamm, 1840)1
- Обыкновенный гольян (лат. Phoxinus phoxinus, Linnaeus, 1758)3
- Озерный гольян (лат. Phoxinus percnurus, Pallas, 1811)4
- Елец Данилевского (лат. Leuciscus danilewskii, Kessler, 1877)4
- Быстрянка (лат. Alburnoides bipunctatus, Bloch, 1782)3
- Берш (лат. Stizostedion volgensis, Gmelin, 1788)3
- Обыкновенный подкаменщик (лат. Cottus qobio, Linnaeus, 1758)1

## Круглоротые(лат.Cyclostomata)
- Украинская минога (лат. Lampetra mariae, Berq, 1931)1
- Европейская ручьевая минога (лат. Lampetra planeri, Block, 1784)4